# Robert (Bischof, † 1249)
Robert († 1249) war ein schottischer Geistlicher. Ab 1214 war er Bischof von Ross.
Robert diente als Kaplan im Haushalt des schottischen Königs Wilhelm I. Nach dem Tod von Bischof Reynold von Ross wurde Andrew de Moray am 13. Dezember 1213 zum neuen Bischof gewählt. Aus ungeklärten Gründen nahm er die Wahl aber nicht an. Daraufhin wählte das Kathedralkapitel des Bistums Ross Robert zum neuen Bischof. Als nach dem Tod von König Wilhelm im Dezember 1214 die Magnaten mit dem Thronfolger Alexander zur Krönung nach Scone aufbrachen, blieb Robert zusammen mit Bischof Walter von Glasgow, Kanzler William del Bois und der Königinwitwe Ermengarde in Stirling, um die Beisetzung des verstorbenen Königs vorzubereiten. Vor dem 1. März 1215 wurde Robert zum Bischof geweiht. Über seine Amtszeit ist nur wenig bekannt. 1235 erlaubte ihm Papst Gregor IX., neue Pfründen einzurichten und bestehende Pfründen mit weiteren Einkünften zu versehen.